# 伊万·波扎尔斯基
伊凡·亞歷克塞維奇·波扎爾斯基(俄语：Иван Алексеевич Пожарский，1905年8月27日—1938年8月7日)，蘇聯英雄，為第40步兵師的第5獨立偵察營的軍隊政委。
出生於1905年阿爾達托夫的工人階級家庭。自1928年以來，他曾擔任於遠東邊防部隊政委。1938年，他參與了哈桑湖戰役。於該戰役中提高戰士的關鍵時刻攻向最前線。該戰役中雖死傷無數，波扎爾斯基仍然率領殘餘部隊繼續戰鬥，最後戰敗於Zaozyornaya Sopka與哈桑湖附近；死於1938年8月7日的Zaozernaya高地，最後安葬在Kraskino（為現在的哈桑區） 。
波扎爾斯基最後被使用於濱海邊疆區的波扎爾斯基區、波扎爾斯基村、國營的波扎爾斯基農場等以作紀念。

## 外部連結
- 伊凡·波扎爾斯基 （页面存档备份，存于）之國家英雄網站